# RIV (entreprise)
 Officine Meccaniche Villar Perosa S.p.A. (OMVP) est une société d'ingénierie spécialisée dans la conception et la fabrication de roulements à billes pour des utilisations dans l'industrie, l'aérospatial et le secteur automobile. Elle a été fondée en 1906 par le fabricant de vélo Roberto Incerti et l'industriel Giovanni Agnelli. Son siège social est situé à Villar Perosa, dans la province de Turin au Piémont en Italie. Depuis février 2011, l'entreprise fait partie du groupe allemand Neumayer Tekfor.

## Histoire
La dénomination sociale RIV vient de Roberto Incerti Villar Perosa. La société est née dans le giron du constructeur automobile italien Fiat.

### Les débuts
Roberto Incerti crée en 1906 à Turin une entreprise de fabrication d'axes de bicyclettes et de roulements à billes. Peu de temps après il s'associe avec le Sénateur Giovanni Agnelli, le fondateur du groupe Fiat. De leur association nait une entreprise de fabrication de roulements à billes pour l'industrie automobile. L'usine est située "Via Marocchettin", proche de l'usine Fiat Corso Dante. Au début, l'entreprise ne fabrique pas tous les éléments nécessaires pour les roulements, les billes sont importées. Elle compte 23 salariés. Toutes ses productions sont marquées su sigle "RIV".
L'usine de Turin devient très rapidement insuffisante pour satisfaire la demande de Fiat. En 1907 la construction d'une nouvelle usine débute sur la commune de Villar Perosa, la ville où est née toute la famille Agnelli. À son ouverture l'usine emploie 180 personnes. Pour assurer l'approvisionnement en énergie nécessaire, Fiat fait construire à travers la SIP plusieurs centrales hydroélectriques pour la nouvelle usine et ses développements futurs.
En 1909, Roberto Incerti vend toutes ses parts à Giovanni Agnelli. La société devient alors totalement indépendante et est renommée Officine di Villar Perosa Agnelli & C.. La société démarre la production complète de tous les composants nécessaires à la production intégrée des roulements. La production dépasse les 200.000 unités en 1910 et compte 340 salariés.

### La Première Guerre mondiale

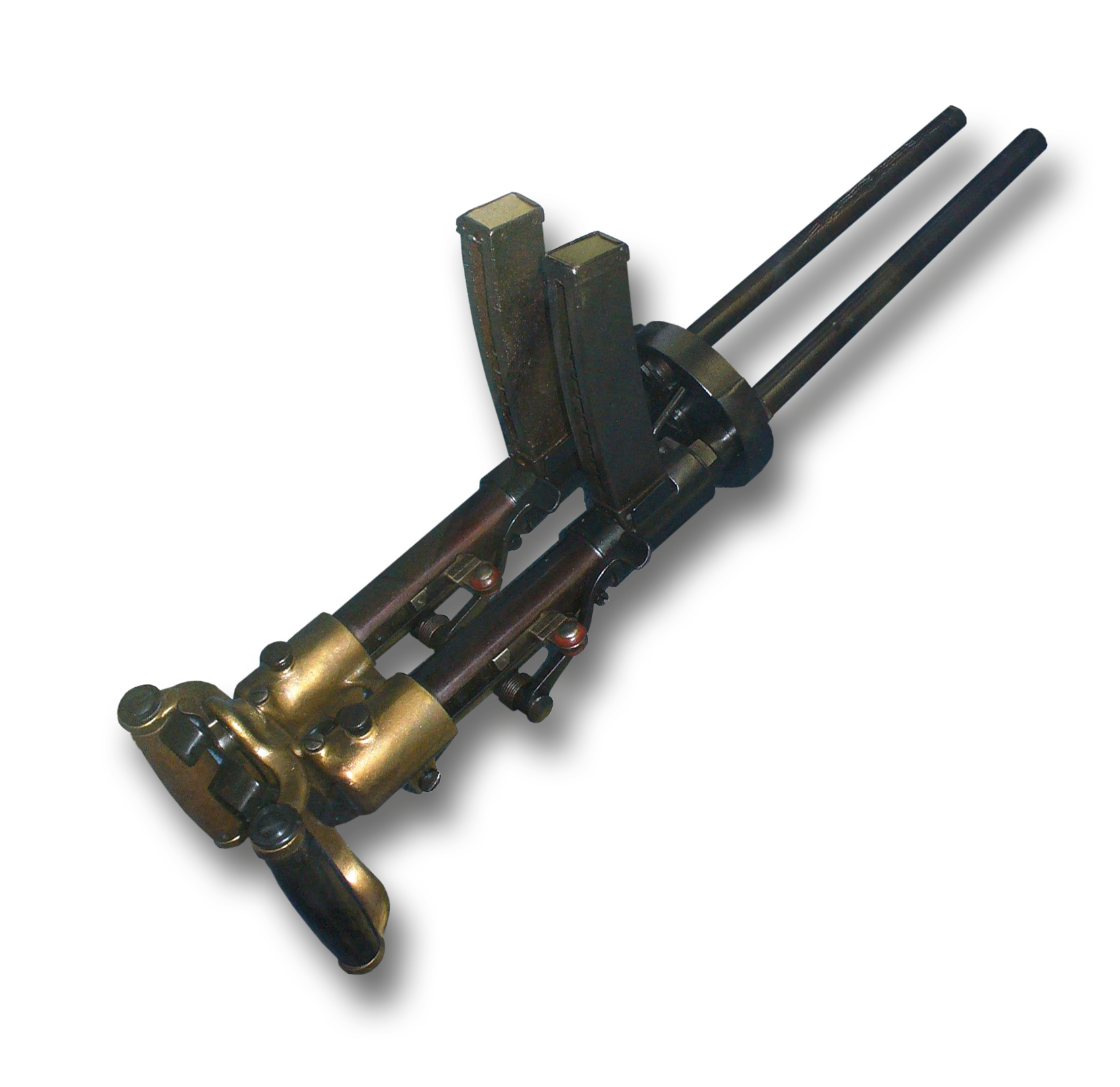
mitrailleuse FIAT Mod.1915 Villar Perosa.

À la veille de la Première Guerre mondiale, outre des roulements à billes, l'usine fabrique également des composants pour les motos et les voitures. Les volumes de production très élevés conduisent à décider la construction d'une seconde usine à Turin, à côté des usines automobiles Fiat. La fabrication des roulements à billes, indispensables pour le matériel roulant des véhicules militaires et l'industrie de l'armement pendant la guerre, les usines prennent une importance stratégique pour les Forces armées italiennes. Aussi l'usine s'adapte et se structure pour produire des projectiles et des armes à feu comme le FIAT Mod.1915 Villar Perosa.
En 1919, lorsque la guerre se termine, le nom de la société se transforme en RIV Officine di Villar Perosa et devient une société anonyme, indépendante de Fiat bien que Giovanni Agnelli garde le contrôle du capital social. L'effectif atteint près de 2.000 salariés au total. La société dispose de trois barrages hydroélectriques et a diversifié sa production. Outre sa spécialité, les roulements à billes, elle fabrique également des instruments de précision tels que pied à coulisse et des instruments de mesure de précision.
En 1922 débute la construction d'une nouvelle usine à Turin, Via Nizza, sur le terrain occupé par l'usine de la société Turinoise de Automobiles Rapid, constructeur de voiture créé par Giovanni Battista Ceirano et qui connut de graves difficultés financières après la fin de guerre. La nouvelle usine sera inaugurée en 1924 et comprend les logements des salariés et une crèche pour leurs enfants.

### Expansion
La forte demande des marchés dans le monde après la Seconde Guerre mondiale conduit la direction de RIV à se développer à l'étranger et à construire des usines dans plusieurs pays. Ainsi seront inaugurées les unités de Chambéry en France, pour répondre à la demande des constructeurs français en lien avec Fiat. L'effectif atteint 7.000 ouvriers et produit 50.000 roulements par jour ce qui place RIV parmi les premiers constructeurs de roulements à billes au monde. De nombreuses filiales sont créées RIV Belgique, RIV Argentine et Deutsche RIV. La production se diversifie encore avec, en plus des roulements à billes et du matériel de mesures de précision, les caisses enregistreuses.
Entre 1929 et 1932, RIV construit à Moscou la plus grande usine de roulements à billes du monde qui est aussi la première en Union soviétique. Elle porte le nom de Lazare Kaganovitch en l'honneur de son action politique et de son amitié avec Staline.
En 1938, RIV inaugure une nouvelle usine à Massa ville de Toscane, sur la côte méditerranéenne proche de Carrare.

### La Seconde Guerre mondiale
Pendant la Seconde Guerre mondiale, l'entreprise RIV devient stratégique pour les puissances de l'axe produisant certaines des pièces de grande précision indispensables pour la production et l'entretien de leurs matériels militaires. C'est ainsi que dans l'usine de Villar Perosa seront conçus et produits les grands roulements pour des machines lourdes, les avions, les véhicules militaires et en particulier les chars d'assaut, dont les tourelles nécessitent des roulements à rotation spécifique. RIV fabriquera également des roulements pour le bombardier allemand Junkers Ju 87 aussi appelé Stuka. 
En produisant une partie substantielle des roulements utilisés par les nations de l'Axe, les usines RIV furent désignées comme étant "l'objectif le plus important en dehors de l'Allemagne". Toutes les usines RIV comme celles de Fiat seront bombardées à maintes reprises par l'aviation américaine jusqu'à leur destruction complète. L'usine de Turin sera rendue inutilisable à partir de décembre 1943. Celle de Villar Perosa, après deux tentatives infructueuses, a été bombardée le matin du 3 janvier 1944 avec 312 bombes de 1000 livres, soit 156 tonnes d'explosif au total, ont été lancées de 52 bombardiers Boeing B-17 Flying Fortress. L'usine a été entièrement détruite.
Dès la fin de la guerre, RIV s'affaira à la reconstruction immédiate de son outil de production. Dès 1946, RIV retrouva des niveaux de production normaux, qui augmenteront rapidement avec l'expansion de l'économie italienne et le début de la motorisation de masse dans tous les pays.
En 1956, RIV débute la construction d'une nouvelle usine à Cassino, dans le sud de l'Italie, ville qui a subi un acharnement de la part des bombardiers américains. Cette usine sera la première dans le Mezzogiorno et sera entièrement opérationnelle en 1959.
Dans la période d'expansion économique du miracle économique italien, la société a ouvert trois nouvelles usines. En 1956, Cassino, en 1959 Pinerolo près de Villar Perosa et en 1965, Airasca.

## Acquisition par SKF
En 1965, Fiat et le groupe suédois SKF, le plus grand fabricant de roulements du monde, signent un accord de coopération stratégique avec une prise de participation du groupe suédois dans RIV. La société change son nom pour devenir RIV-SKF Officine di Villar Perosa S.p.A..
La plupart des usines sont agrandies pour faire face à la demande toujours croissante.
En 1971, une nouvelle usine est ouverte dans le sud de l'Italie, à Bari, tandis qu'à Villar Perosa une nouvelle ligne production de roulements spéciaux pour l'aviation est mise en service.
En 1974, la société "RFT SpA" est créée et regroupe les productions de tous les articles techniques de très haute précision.
En 1980, RIV-SKF devient une holding qui comprend les sociétés RIV-SKF Industreis SpA, RFT-RIV FIRGAT SpA et CIMEC SpA. En 1988, les deux entités RIV-SLF et SKF fusionnet pour donner naissance au groupe SKF Industries SpA.
En 2009, la production des produits à circulation de sphères est transférée à la filiale Transrol de Chambéry, la première implantation étrangère de RIV.
En 2011, la "Società Meccaniche Villar perosa SpA" - OMVP la société originelle RIV, est cédée au groupe allemand Neumayer Tekfor.